# Veledetektiv Agaton Sax
Veledektiv Agaton Sax je hlavní hrdina jedenáctidílné humorně až satiricky pojaté série detektivních románů pro mládež o soukromém detektivovi Agatonovi Saxovi, šéfredaktorovi fiktivních novin Byköpingsposten (Byköpinský kurýr) ve fiktivním městečku Byköping, kterou napsal v letech 1955–1978 švédský spisovatel Nils-Olof Franzén.

## Obsah
Agaton Sax "je šéfredaktorem nejmenších novin v nejmenším švédském městě Byköpingu. Noviny si píše sám, redakční radu tvoří on a teta Tilda, která mu jinak vede domácnost. Jako vynikající novinář je hbitý, důvtipný, pohotový a především o všem důkladně zpravený muž. Toto jsou vynikající vlastnosti jeho druhé tváře, neboť vězte, že Agaton Sax je detektivem amatérem, ale žádným jen tak ledasjakým detektivem – je to veledetektiv!" Neustále nosí tvrďák, nepřátelé mu říkají pro jeho obtloustlou postavu Tlusťoch a při své detektivní práci spolupracuje s Interpolem a Scotland Yardem, kam sám zalétává rychlovrtulníkem, a kde ho pokaždé čeká vrchní detektivní inspektor Josuah H. Lispington.

## Knihy v sérii
- Agaton Sax klipper till (1955)
- Agaton Sax och den ljudlösa sprängämnesligan (1956)
- Agaton Sax och vita möss-mysteriet (1957)
- Agaton Sax och de slipade diamanttjuvarna (1959, česky jako Agaton Sax a zloději briliantů)
- Agaton Sax och det gamla pipskägget (1961, česky jako Agaton Sax a stařík s kozí bradkou)
- Agaton Sax och Byköpings gästabud (1963, česky jako Agaton Sax a byköpinská hostina)
- Agaton Sax och bröderna Max (1965)
- Agaton Sax och den bortkomne mr Lispington (1966)
- Agaton Sax och de okontanta miljardärerna (1967)
- Agaton Sax och den svällande rotmos-affären (1970)
- Agaton Sax och den mörklagda ljusmaskinen (1978)

## Filmové adaptace
- Agaton Sax och Byköpings gästabud (1976), švédský animovaný film, režie Stig Lasseby.[2]

## Česká vydání
- Veledetektiv Agaton Sax, SNDK, Praha 1968, přeložila Dagmar Chvojková-Pallasová, kniha obsahuje tři příběhy Agaton Sax a zloději briliantů, Agaton Sax a stařík s kozí bradkou a Agaton Sax a byköpinská hostina.